# Zé Delivery
Zé Delivery é uma startup desenvolvida pela empresa de bebidas brasileira AmBev que disponibiliza um aplicativo voltado para entrega de bebidas. O aplicativo é disponível para Android e iOS. O serviço permite enviar bebidas por meio do site ou do aplicativo, que seleciona a loja disponível mais próxima da localização do usuário.
Criado em 2016 pelo hub ZX Ventures da AmBev, o serviço tem presença internacional na Argentina, Paraguai, Bolívia, Panamá e República Dominicana. Além disso, é presente em mais de 300 cidades brasileiras.
Por ter uma extensa categoria de bebidas alcoólicas, o serviço é usado apenas para maiores de 18 anos, mesmo que ofereça refrigerantes, sucos, energéticos e outras bebidas não alcoólicas.
No trimestre de 2020, atingiu 27 milhões de entregas realizadas pelo aplicativo, sendo 63,3% maior do que o ano anterior no mesmo período, 2019, e foi baixado 3,3 milhões de vezes, diante de 1,47 milhão no ano anterior inteiro. Nos três primeiros trimestres de 2021, foram feitas 44 milhões de entregas.

## Estratégia de marketing
De acordo com o site Núcleo Jornalismo, o Zé Delivery manteve entre julho de 2023 e setembro de 2024 um servidor no Discord para incentivar "o abuso de álcool ao ofertar cupons de desconto para bebidas em troca de engajamento." O servidor foi removido após contato do portal. 
A reportagem menciona casos em que usuários dizem estar "bebendo uma caixa [de bebida alcoólica] por dia" ou que seria melhor "viver numa ressaca infinita", e também levanta questionamentos sobre os métodos de verificação de idade do servidor do Zé Delivery, abrindo margem para uso por menores de idade. Médicos e psicólogos disseram à reportagem que essa estratégia publicitária "promove hábitos associados ao alcoolismo e banaliza os riscos da bebedeira, além de não proteger menores de idade nem prevenir o consumo pesado." 